# Нифанский сельсовет
Нифанский сельсовет — упразднённые административно-территориальная единица и муниципальное образование (сельское поселение) в Щучанском районе Курганской области Российской Федерации.
Административный центр — село Нифанка.
9 января 2022 года сельсовет был упразднён в связи с преобразованием муниципального района в муниципальный округ.

## География
Общая площадь территории муниципального образовании: составляет 11383,9 га
| В том числе земли сельхозназначения    | 7793,5 |
| Земли населённых пунктов               | 995,5  |
| Земли пром. использования              | 490    |
| Земли особо охр. территорий и объектов | 0      |
| Земли лесного фонда                    | 2087   |
| Земли водного фонда                    | 0      |
| Земли запаса                           | 17,9   |

Общая протяженность автомобильных дорог общего пользования местного значения составляет 8,521 км, протяженность дорог с твердым покрытием — 1,43 км .
Удаленность от районного центра:  г. Щучье-с. Нифанка составляет 5 км.

## История
Статус и границы установлены Законом Курганской области от 3 декабря 2004 года № 890 «Об установлении границ муниципального образования Нифанского сельсовета, входящего в состав муниципального образования Щучанского района».
Заметка в газете "Красный стрелок" от 27 августа 1919 года: 8 августа 1919 года в 12 часов 30 мин. возвращаясь с боевой разведки трагически погибли военные лётчики авиационного отряда Э.У.Сизас и М.Д.Саунин. Самолёт "Фарман-30" упал в лес около деревни Нифанка (близ станции Чумляк) и лётчики были найдены уже без признаков жизни. Похоронены 12 августа 1919 года в городе Челябинске (Источник:краевед Владимир Колмогоров и историк авиации Гражданской войны Марат Хайрулин).

### Известные люди
Каменская, Мария Емельяновна - депутат Верховного Совета РСФСР (1938), председатель Нифанского и Щучанского сельсоветов.
Гредасов, Иван Николаевич (1892-1938) - заведующий подсобным хозяйством курорта «Озеро Горькое» Щучанского р-на. Родился в деревне Нифанка, Щучанского района,русский,б/п. Арестован: 24 марта 1938 года. Приговорён: Тройкой УНКВД по Челябинской области.Обв.:ст.58-2,9,11. Приговор: к ВМН. Расстрелян: 22 ноября 1939 года. Реабилитирован: 18 октября 1958 года Курганским облсудом.

## Население
| 1989 | 2002  | 2004  | 2010 | 2012 | 2013 | 2014 |
| ---- | ----- | ----- | ---- | ---- | ---- | ---- |
| 1538 | ↘1090 | ↗1114 | ↘962 | ↘950 | ↘938 | ↘912 |
| 2015 | 2016  | 2017  | 2018 | 2019 | 2020 |      |
| ↗921 | ↘894  | ↘877  | ↘833 | ↘799 | ↘793 |      |

## Состав сельского поселения
| № | Населённый пункт | Тип населённого пункта       | Население |
| - | ---------------- | ---------------------------- | --------- |
| 1 | Борки            | деревня                      | ↗14       |
| 2 | Козино           | деревня                      | ↘351      |
| 3 | Нифанка          | село, административный центр | ↘597      |